# 이금복
이금복(1955년 ~ 1999년 11월 14일)은 대한민국의 배우였다. 1973년 MBC 6기 공채 탤런트로 데뷔했다.

## 방송
- 수사반장 (1973) - 미스 리 역
- 사랑의 계절 (1979)
- 전원일기 (1980)
- 제1공화국 (1981) - 안미생/이희호 역
- 민족풍속도 (1981)
- 공주갑부 김갑순 (1982)
- 간난이 (1983)
- 설중매 (1984)
- 한지붕 세가족 (1986)
- 원미동 사람들 (1988)
- 나의 어머니 (1990)
- 한계령 (1991)
- 서울의 꿈 (1991)
- 이브의 덫 (1992)
- 추억수배 (1992)
- 따따부따 (1992)
- 자화상 (1992)
- 변신 (1992)
- 여자의 방 (1992)
- 칡소클럽 (1992)
- 폭풍의 계절 (1993)
- 황색 신호등 (1993)
- 언제나 푸른마음 (1994)
- 아들의 여자 (1994)
- 이웃집 여자 (1994)
- 그 아버지에 그 아들 (1995)
- 제4공화국 (1995) - 박흥주의 부인 역
- 신세대 보고 - 어른들은 몰라요 (1995~1998)
- 그들의 포옹 (1996)
- 경비원님 (1996)
- 기억 저 편의 그늘 (1996)
- 강력반 (1996)
- 사랑한다면 (1996)
- 못 잊어 (1997)
- 어머니 당신의 이야기 (1997)
- 나 (1997)
- 그대 그리고 나 (1997)
- 내일 (1998) - 명석 모 역
- 순수 (1998) - 혜진의 외숙모 역
- 그 해 겨울날의 풍경 (1999)
- 학교 (1999) - 두원 모 역

## 광고
- 1981년 동서식품 맥스웰하우스 (이택림과 함께 출연)
- 1981년 동성제약 훼미린
- 1982년 영흥산업 파란들